# Лученза
Лученза — небольшой город в малавийской Южной провинции. Расположен на территории округа Тайоло. Население — 10 896 чел. (по переписи 2008 г.).

## Население
Население города стабильно растёт, что видно по результатам переписей, изложенным ниже.
| Население | Год  |
| --------- | ---- |
| 4728      | 1987 |
| 8842      | 1998 |
| 10 896    | 2008 |

В этническом плане в о́круге преобладают народы ньянджа, ломуе и  кокола.

## География и климат
Город расположен к югу от озера Ньяса, возле самой границы с Мозамбиком. Климат жаркий, с сильным перепадом в количестве осадков по сезонам.
| Показатель                                                   | Янв. | Фев. | Март | Апр. | Май  | Июнь | Июль | Авг. | Сен. | Окт. | Нояб. | Дек. | Год  |
| ------------------------------------------------------------ | ---- | ---- | ---- | ---- | ---- | ---- | ---- | ---- | ---- | ---- | ----- | ---- | ---- |
| Абсолютный максимум, °C                                      | 28,7 | 28,5 | 28,0 | 26,9 | 25,2 | 23,3 | 23,2 | 25,5 | 28,6 | 30,9 | 30,7  | 29,2 | 30,9 |
| Средняя температура, °C                                      | 24,0 | 23,8 | 23,4 | 22,0 | 19,7 | 17,7 | 17,4 | 19,1 | 21,6 | 24,2 | 24,8  | 24,2 | 21,8 |
| Абсолютный минимум, °C                                       | 19,4 | 19,2 | 18,8 | 17,2 | 14,3 | 12,1 | 11,7 | 12,7 | 14,7 | 17,5 | 18,9  | 19,3 | 11,7 |
| Норма осадков, мм                                            | 278  | 253  | 244  | 130  | 44   | 38   | 35   | 22   | 15   | 53   | 123   | 253  | 1488 |
| Источник: en.climate-data.org. Дата обращения: 11 июня 2018. |      |      |      |      |      |      |      |      |      |      |       |      |      |